# آئودی کوپه جی‌تی
آئودی کوپه جی‌تی (Audi Coupé GT) خودرویی است که در سال‌های ۱۹۸۰ تا ۱۹۸۷در آلمان تولید شده‌است.
طراحی آن موتور جلو، خودرو محور جلو، خودرو چهار چرخ محرک بوده است.